# Bladud

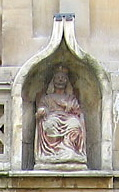
Staty av Bladud i Bath.

Bladud var en mytologisk engelsk kung som grundlade Bath.
Monmouth beskriver hur Bladud, liksom Ikaros, dödsstörtar i ett försök att flyga.